# جورج إلدون لاد
جورج إلدون لاد (بالإنجليزية: George Eldon Ladd)‏ هو عالم عقيدة وأستاذ جامعي كندي وأمريكي، ولد في 1911 في ألبرتا في كندا، وتوفي في 1982 في باسادينا في الولايات المتحدة.